# ألان ويلسون (لاعب كريكت)
ألان ويلسون (19 نوفمبر 1936 في المملكة المتحدة - )  (بالإنجليزية: Alan Wilson)‏ هو لاعب كريكت بريطاني. لعب مع Cambridgeshire County Cricket Club ‏.

## وصلات خارجية
- ألان ويلسون على موقع إي آس بي آن كريك إنفو (الإنجليزية)